# Rio Formoso
Rio Hermoso es un municipio brasileño del estado de Pernambuco, distante 88 km de la capital, Recife. Tiene una población estimada al 2020 de 23.628 habitantes.

## Historia
El municipio de Rio Hermoso surgió en las tierras de un ingenio azucarero del mismo nombre, donde en 1637 fue construida una capilla en honor a San José. El distrito, perteneciente al municipio de Recife, fue creado el 4 de mayo de 1840. Se le fue otorgado el estatus de villa el 20 de mayo de 1843 y su sede fue elevada a la categoría de ciudad el 11 de junio de 1850.